# Dmitri Bilozérchev
Dmitri Bilozérchev (Moscú, RSFS Rusia, 22 de diciembre de 1966) es un gimnasta artístico ruso retirado que compitió representado a la Unión Soviética, consiguiendo ser tres veces campeón olímpico en 1988 y ocho veces campeón del mundo entre 1983 y 1987.

## Carrera deportiva
En el Mundial de Budapest 1983 ganó cuatro medallas de oro —concurso completo, caballo con arcos, anillas y barra fija—, plata en suelo y plata en concurso por equipos —por detrás de China (oro) y por delante de Japón (bronce)—; sus compañeros fueron Vladimir Artemov, Artur Akopyan, Alexander Pogorelov, Yuri Korolev y Bogdan Makuts. En el concurso completo se convirtió en el campeón mundial masculino más joven de la historia, a sus 16 años, y con la puntuación más alta: 59.85 puntos sobre 60.
Sin embargo, tras no poder participar en los Juegos Olímpicos de Los Ángeles 1984 debido al boicot soviético, su carrera se vio truncada en 1985. Sufrió un gravísimo accidente de tráfico que le destrozó una pierna cuando conducía bajo los efectos del alcohol.
Pese a la gravedad de sus heridas, logró recuperarse y en el Mundial de Róterdam 1987 volvió a triunfar ganando cuatro oros: concurso completo, caballo con arcos, barra fija y el concurso por equipos —la Unión Soviética quedó por delante de China y República Democrática Alemana—; sus compañeros del equipo soviético eran Valeri Liukin, Yuri Korolev, Vladimir Novikov, Alekséi Tijonkij y Vladimir Artemov. Además consiguió dos platas, en barras paralelas —tras su compatriota Artemov— y en anillas, tras otro de sus compañeros, Korolev, y empatado a puntos con el chino Li Ning.
Por último, en los JJ. OO. de Seúl 1988 ganó tres medallas de oro: caballo con arcos, anillas y equipo —la Unión Soviética quedó por delante de Alemania del Este y Japón—; sus compañeros de equipo fueron Valeri Liukin, Vladimir Artemov, Vladimir Gogoladze, Serguéi Járkov y Vladimir Novikov. También logró una medalla de plata en suelo, tras su compatriota Serguéi Jarkov, y la medalla de bronce en el concurso completo, tras sus compañeros Artemov y Liukin.
En 1989 fue apartado definitivamente del equipo soviético de gimnasia debido a sus continuos problemas con el alcohol. Unos años después se fue a vivir a Estados Unidos, donde trabaja como entrenador.